# Internationale Funkausstellung Berlin

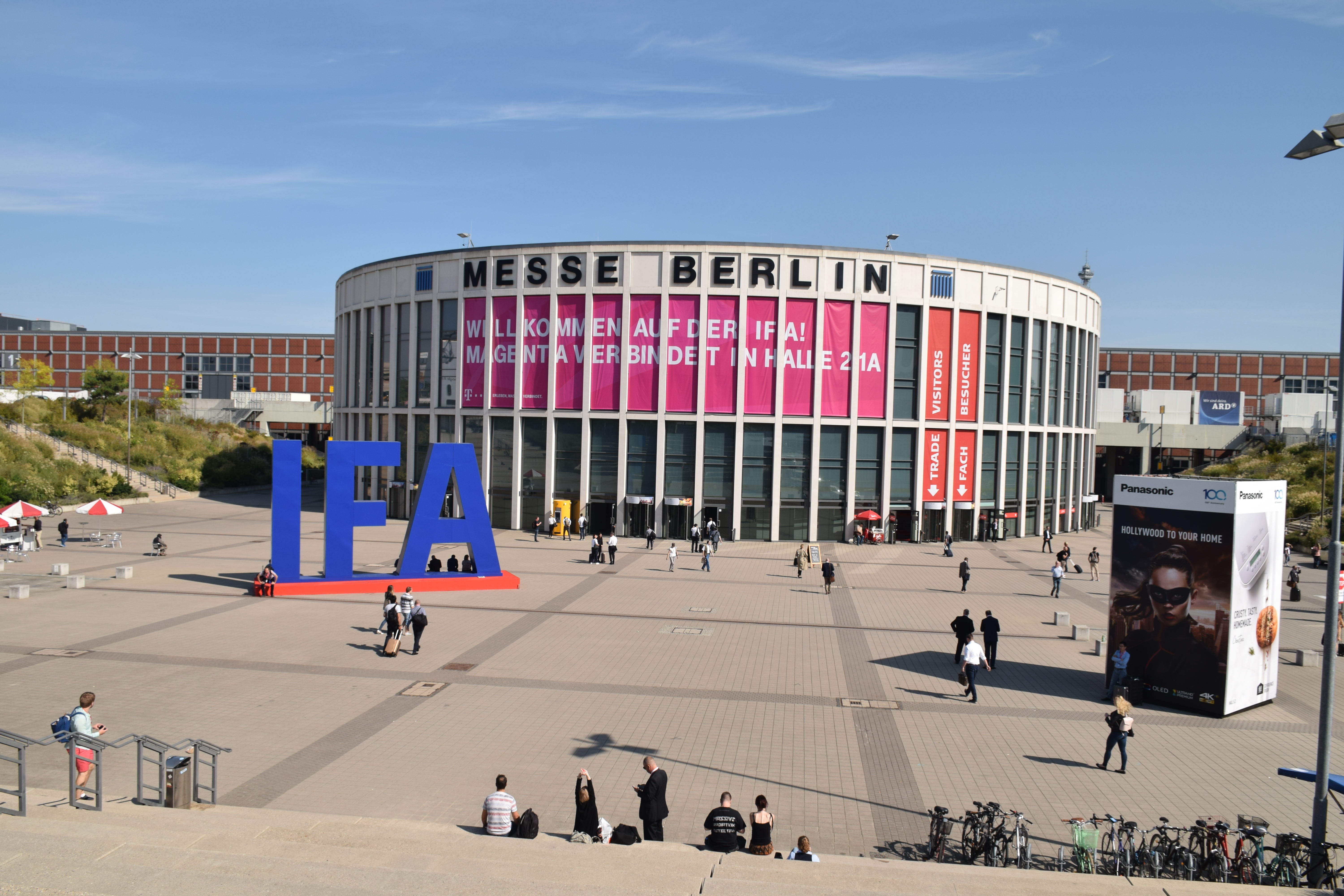

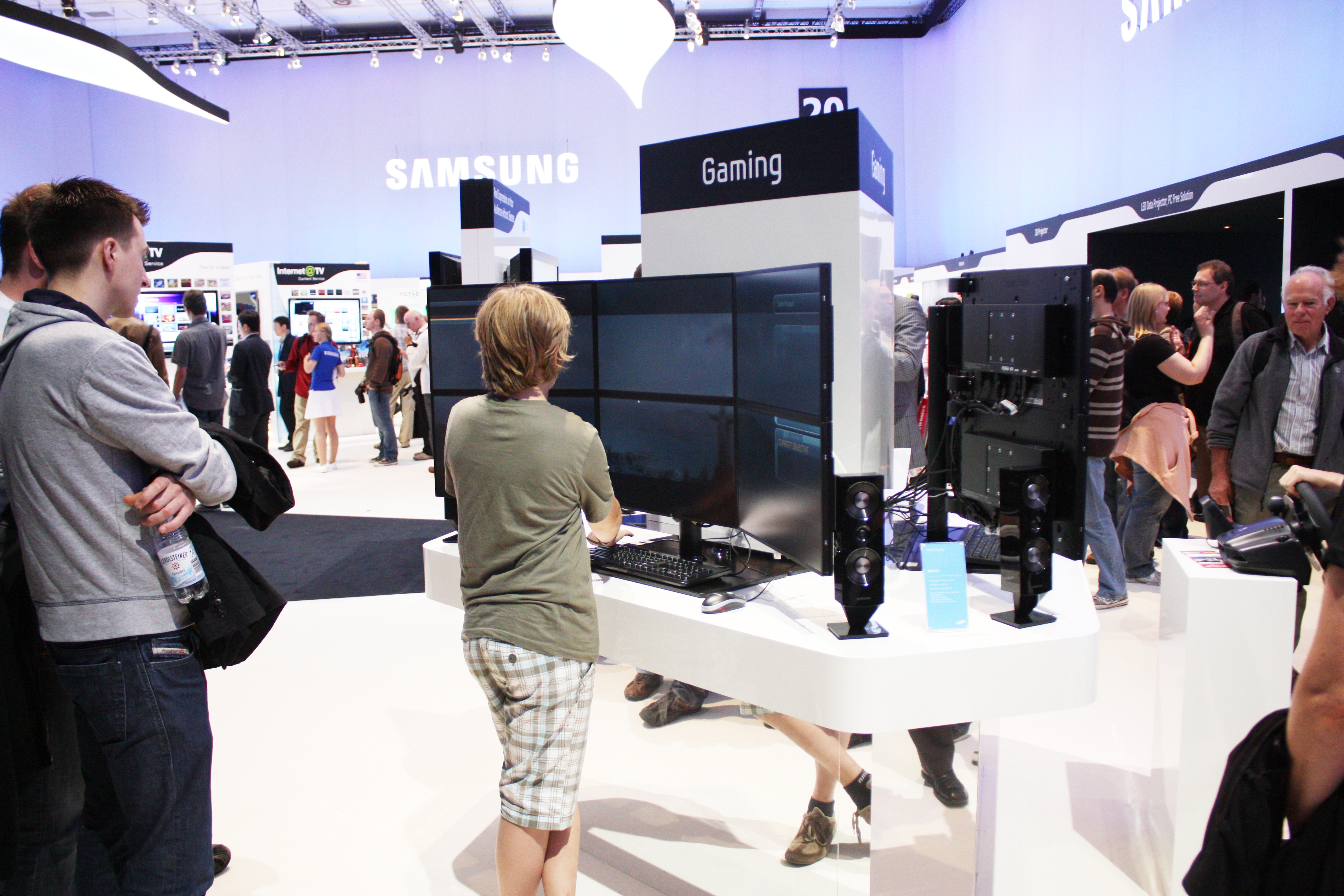
Snímek z IFA 2010

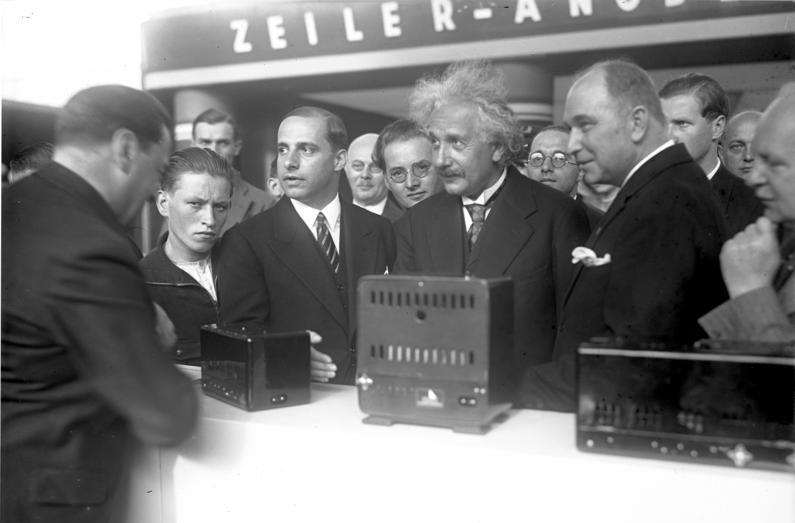
Albert Einstein na veletrhu IFA v roce 1930

Internationale Funkausstellung Berlin nebo také zkráceně IFA je jedním z nejstarších berlínských veletrhů se spotřební elektronikou. Tento veletrh se v současnosti koná pravidelně v září. Postupem času se stal jednou z největších obchodních akcí v Německu a dokonce patří po boku Computexu a CESu i mezi největší veletrhy se spotřební elektronikou ve světě. Platí zde jako na všech dalších veletrzích, že velcí i menší výrobci mají možnost ukázat nové produkty a také prezentovat jejich vývoj. Mezi tradiční vystavovatele patří Acer, LG, Lenovo, ale nechybí ani Samsung a další větší společnosti, prezentuje se zde i mnoho menších firem.
Příští ročník veletrhu se bude konat 6. – 11. září 2019.

## Historie
První veletrh byl v roce 1924. Mezi lety 1924 a 1939 se veletrh konal každoročně, po roce 1950 se až do roku 2005 ob rok. Dále již jen jak jej známe v dnešní podobě každoročně v září.

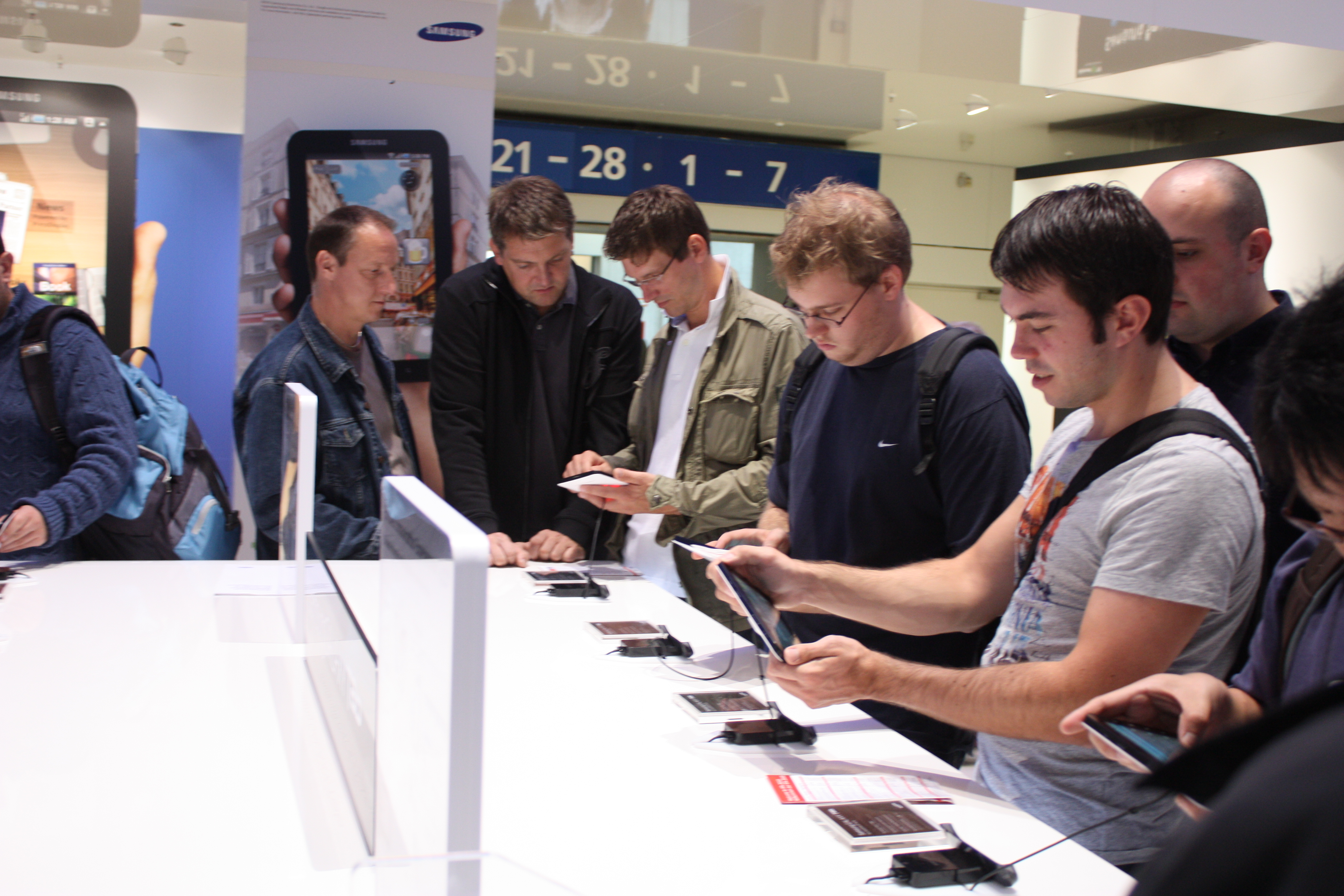
Návštěvníci si prohlíží vystavené výrobky

## Cílové skupiny veletrhu
Veletrh IFA s podtitulem „The Global Innovations Show“ se orientuje především na prodejce spotřební elektroniky a média. Pro tuto skupinu je IFA, s více než 240,000 odbornými návštěvníky z roku 2016, největším veletrhem v oboru na světě.
Pro evropské obchodníky a kupce je tato akce nejdůležitější událostí roku. Vedle toho je IFA významnou událostí informačního charakteru, neboť obsáhlý program nabízí mnoho informací a zábavy, která souvisí s elektronickými médii.